# FreeMat
FreeMat é um ambiente livre e de código aberto de análise numérica e, também, uma linguagem de programação similar ao MATLAB e ao GNU Octave.
Além de suportar muitas funções do MATLAB e algumas funcionalidades da linguagem IDL, o programa apresenta uma interface sem códigos para interface externa em C, em C++ e em Fortran], além do desenvolvimento distribuído de algorítmos, através do padrão MPI. Possui capacidades de plotagem e de visualização 3D. Também apresenta uma interface intuitiva similar àquela usada no MATLAB. O suporte comunitário ocorre em grupos do Google moderados.